# Shopping Fortaleza
Shopping Fortaleza ist ein Premium-Einkaufszentrum in der historischen Altstadt von Luanda, Angola. Es befindet sich am Fuß der Festung São Miguel an der Avenida 4 de Fevereiro. Es verfügt über 80 Geschäfte auf sieben Etagen und eine Gesamtfläche von 51.971 m². Es richtet sich mit seinen  Geschäften an die kleine gehobene Mittel- und Oberschicht des Landes.

## Geschichte
Auf dem Grundstück befand sich zu portugiesischer Kolonialzeit eine Seifenfabrik. Der Bauauftrag wurde im Dezember 2011 an das portugiesische Konsortium Soares da Costa/Griner vergeben. Die geplante Bauzeit betrug 18 Monate. Die Fertigstellung zog sich jedoch immer weiter hinaus, im April 2018 waren die Bauarbeiten zu 96 % abgeschlossen, erst im zweiten Halbjahr 2019 waren sie mit der Eröffnung der drei Kinosäle von ZAP endgültig beendet. Noch während der Bauphase wurde vom Eigentümer angekündigt, er stände in Verhandlung mit den großen internationalen Marken Hard Rock Café, Prada, Max Mara, Michael Kors, Giorgio Armani und anderen. Bis Anfang 2020 hat sich davon jedoch noch keine dort niedergelassen.

## Kontroverse
Der Eigentümer des Einkaufszentrums, Grupo Sopros, ist u. a. verbunden mit der Holding Suninvest und dem Projektentwicklungsunternehmen Sodimo. Sodimo besteht aus nur zwei Aktionären, der Banco Angolano de Investimentos (BAI) und dem Erdölkonzern Sonangol. Nach Recherchen des investigativen Journalisten Rafael Marques de Morais handelt es sich bei Suninvest um das Investitionsinstrument der privaten José Eduardo dos Santos Stiftung. Die Stiftung wurde von mehr oder weniger erzwungenen Spenden meist ausländischer Firmen gefüllt und galt als „Schmiergeldfonds“ des ehemaligen angolanischen Präsidenten. Das Bauunternehmen Soares da Costa gehört zu den Hauptspendern der Stiftung und zu den Unternehmen, die am meisten von Staatsaufträgen profitiert haben.